# Сорё (коммуна)
Сорё (дат. Sorø Kommune) — датская коммуна в составе области Зеландия. Площадь — 309,93 км², что составляет 0,72 % от площади Дании без Гренландии и Фарерских островов. Численность населения на 1 января 2008 года — 29180 чел. (мужчины — 14501, женщины — 14679; иностранные граждане — 781).

## История
Коммуна была образована в 2007 году из следующих коммун:
- Дианалунн (Dianalund)
- Сорё (Sorø)
- Стенлилле (Stenlille)

## Железнодорожные станции
- Дианалунн (Dianalund)
- Рудс Ведбю (Ruds Vedby)
- Скеллебьерг (Skellebjerg)
- Сорё (Sorø)
- Стенлилле (Stenlille)
- Ведде (Vedde)

## Изображения

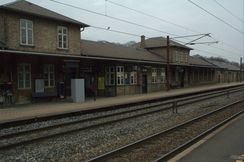
Сорё